# فرودگاه منطقه‌ای شو لو
فرودگاه منطقه‌ای شو لو (به انگلیسی: Show Low Regional Airport) یک فرودگاه همگانی بهره‌برداری هوایی با کد یاتا SOW است که یک باند فرود آسفالت دارد و طول باند آن ۲۱۹۵ متر است. این فرودگاه در کشور ایالات متحده آمریکا قرار دارد و در ارتفاع ۱۹۵۵ متری از سطح دریا واقع شده است.